# Silvia Magnavacca
Silvia Magnavacca (30 de noviembre de 1947) es una investigadora y profesora argentina, reconocida por su trabajo con el Consejo Nacional de Investigaciones Científicas y Técnicas y con la Universidad de Buenos Aires. En 2016 obtuvo el premio Konex en filosofía.

## Biografía
Magnavacca nació el 30 de noviembre de 1947. Vinculada con la Universidad de Buenos Aires, se ha desempeñado como docente y directora de tesis de graduación en dicha institución. Ha trabajado además como investigadora principal en el Consejo Nacional de Investigaciones Científicas y Técnicas CONICET, donde ha concentrado su investigación en la filosofía medieval, y ha hecho parte del comité científico en revistas especializadas como Doctor Virtualis. También se desempeñó como directora del Centro de Estudios Medievales de la Universidad Nacional de San Martín.
En 2005 se encargó de traducir la obra Confesiones de San Agustín, y ha publicado más de un centenar de artículos en revistas científicas. Entre su obra literaria destacan Léxico técnico de filosofía medieval y Filósofos medievales. En 2014, la editorial de la Universidad de Buenos Aires le dedicó la obra Studium Philosophiae: textos en homenaje a Silvia Magnavacca.
En 2016 fue acreedora de un diploma al mérito en humanidades en la ceremonia de los premios Konex, por su labor en el campo de la filosofía. En el evento también fueron premiados Leiser Madanes, Mario Lipsitz, Daniel Brauer y Mario Caimi. En agosto de 2021 apareció dentro de las personalidades destacadas de la UBA en la conmemoración de sus doscientos años de fundación.

## Obras notables
- Léxico técnico de filosofía medieval
- Filósofos medievales en la obra de Borges
- Anselm of Aosta and Augustine's Attitude to Philosophical Reflection
- Ancora sulla struttura delle Confessiones

Fuente: